# Кофе-брейк

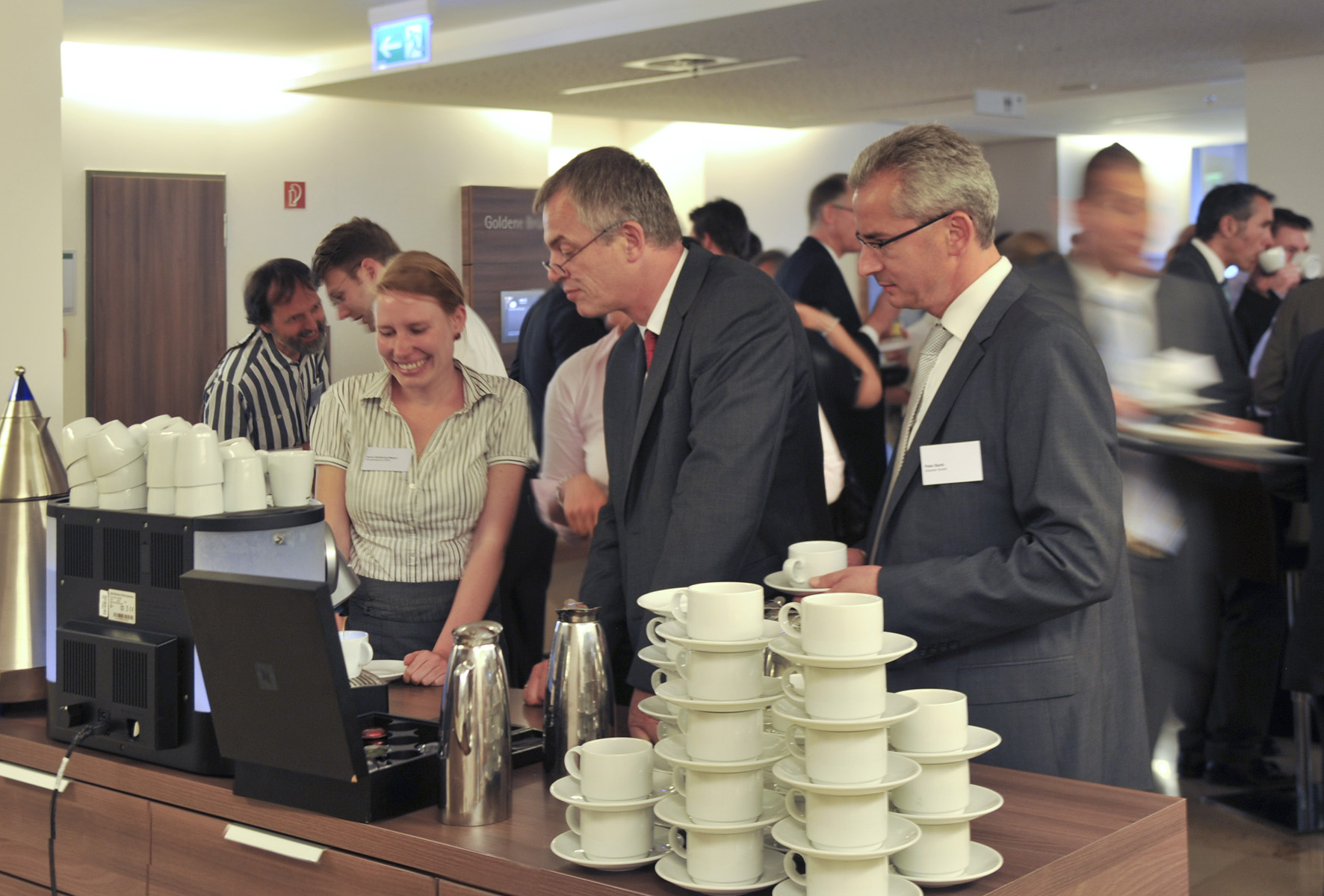
Перерыв на кофе во время конференции.

Кофе-брейк (англ. Coffee break — кофейный перерыв) или перерыв на кофе — короткий перерыв (10-40 минут) во время научной или бизнес-конференции для приёма пищи и неформального общения. Обычно представляет собой стол с чашками, банками растворимого кофе и/или чаем в пакетиках, ёмкостями с горячей водой, кофеварками или кофемашинами, конфетами, сахаром, сливками и печеньем. Однако могут присутствовать и спиртные напитки (коньяк, вино, водка) с горячими закусками. Как и во время фуршета, кофе-брейк не подразумевает фиксированных мест, участники сами себе наливают кофе и едят стоя. 

## История
Одна из версий происхождения кофе-брейков берёт начало в 1880-х годах в городе Стоутон, штат Висконсин. В нём поселилось много норвежских эмигрантов, работавших на заводе по производству фургонов T.G. Mandt Wagon Co. Их жёны стали подрабатывать на местной табачной фабрике Gunderson Tobacco Warehouse на условиях, что дважды в день они смогут уходить домой для ведения хозяйства. В это время они заваривали себе кофе. Город проводит ежегодный фестиваль кофе-брейков.
Настоящую популярность кофе-брейк получил, вероятно, после масштабной рекламной кампании Пан-Американского кофейного бюро. К 1950-м Бюро объединяло производителей 11 стран для лоббирования продаж, и в 1952 году запустило кампанию стоимостью $2 млн, со слоганом "Give Yourself a Coffee Break - And Get What Coffee Gives to You".